# سربازان حرفه‌ای (فیلم ۲۰۱۴)
سربازان حرفه‌ای (انگلیسی: Mercenaries) فیلمی به کارگردانی کریستوفر ری در ژانر اکشن است که در سال ۲۰۱۴ منتشر شد. از بازیگران آن می‌توان از بریگیته نیلسن، سینتیا روتراک، کریستانا لوکن، ویویکا ای فاکس، نیکول بیلدربک و زویی بل نام برد.